# Megommata leefmansi
Megommata leefmansi är en tvåvingeart som beskrevs av Nijveldt 1959. Megommata leefmansi ingår i släktet Megommata och familjen gallmyggor. Inga underarter finns listade i Catalogue of Life.